# Amores perros
Amores perros es una película coral mexicana del año 2000, dirigida por Alejandro González Iñárritu en su debut como director, y escrita junto a Guillermo Arriaga. Junto a 21 gramos y Babel forma la "Trilogía de la muerte" y catapultó internacionalmente la carrera de su protagonista, el actor Gael García Bernal. Las tres películas están basadas en varias subnarraciones que comparten un mismo incidente.
La película fue un éxito crítico y comercial y recaudó un total de 95 millones de pesos mexicanos, convirtiéndose así en la quinta película mexicana más taquillera en su momento. Tras ganar once premios Ariel y obteniendo una nominación al Óscar a la mejor película extranjera tras 25 años de ausencia del cine mexicano en esta categoría, Amores perros marcó un hito para la cinematografía de su país.

## Argumento
La película se divide en tres historias en las que sus personajes nunca se conocen; sin embargo, sus etapas más importantes coinciden e inician a partir de un accidente automovilístico. La película empieza con dos jóvenes huyendo de una camioneta con tripulantes que tienen la intención de asesinarlos. La camioneta se pasa una señal de alto y choca aparatosamente contra otro vehículo.

### Octavio y Susana
Es la primera historia de la película. Susana (Vanessa Bauche) es una estudiante joven que ha quedado embarazada de Ramiro (Marco Pérez), el hermano de Octavio (Gael García Bernal), y que decide criar a su hijo en la casa de su novio.
Al abrir Susana la puerta de la vivienda, el Cofi, el perro de Octavio, se escapa de la casa y se topa con la banda del Jarocho (Gustavo Sánchez Parra), un sujeto que frecuenta un local donde se realizan peleas de perros clandestinas. El perro del Jarocho, después de una pelea, sigue envalentonado, y ataca al Cofi, resultando muerto el perro del Jarocho, que bravuconamente va con Octavio a cobrárselo, sin lograr su cometido.
Octavio, que está enamorado de Susana y quiere irse lejos con ella y con su hijo, decide conseguir dinero apostando con su perro, el Cofi. Tras una sugerencia de su amigo, Octavio va a visitar al dueño del tugurio en donde se hacen las peleas. Aunque al principio se muestra renuente, tras una pequeña pelea de demostración el dueño acepta darle una oportunidad a Octavio y al Cofi. Ambos se alían, de forma que Octavio pone el perro y el dueño las apuestas. Octavio logra una buena fortuna, derrotando en repetidas ocasiones a los perros del Jarocho.
Durante la pelea, el Cofi, que iba ganando como de costumbre, es herido por un disparo del Jarocho, quien ya se ha hartado de Octavio. Este último y su amigo salen de la casa, pero en un arrebato, Octavio vuelve al interior para herir al Jarocho en el vientre con una navaja. La banda entonces les da persecución, culminando en el fatal accidente, que culmina en serias fracturas para Octavio y en la muerte de su amigo.
Ramiro, para mantener a Susana, empieza a asaltar negocios en compañía de un cómplice, hasta que en medio de uno de estos atracos a un banco se topan con un hombre que resulta ser un policía judicial, el compañero de este le dispara a Ramiro en el pecho y captura a su cómplice, resultando en Ramiro muerto poco después.
Durante el velorio de Ramiro, Octavio le pide por última vez a Susana que se vaya con él a Ciudad Juárez, ya que este a pesar de lo que sucedió no piensa cambiar sus planes, a lo que esta responde que su futuro hijo llevaría el nombre de «Ramiro».
Ya en la estación de autobuses, un conductor le pregunta a Octavio si iba a tomar el autobús, pero este desilusionado de que Susana nunca apareció, desaparece en medio de la oscuridad de la calle y nunca más se le vuelve a ver.

### Daniel y Valeria
Es la segunda historia de la película. Daniel (Álvaro Guerrero), es el jefe de una importante revista que engaña a su esposa con Valeria (Goya Toledo), una modelo española, también conductora de un programa de televisión que goza de un enorme éxito en su carrera profesional y siente un enorme afecto por su perro, Richie. Daniel deja a su familia para quedarse con Valeria, a la cual le compra un departamento para que puedan vivir juntos y justo enfrente de este se puede ver un anuncio con una imagen de ella modelando.
Para celebrarlo, Daniel prepara una cena y Valeria sale en su auto a comprar una botella de vino. En esos momentos colisiona con otro vehículo que resulta ser el de Octavio. Tras el accidente, Valeria queda herida de gravedad en una pierna, lo que la obliga a estar en silla de ruedas con un aparato en su pierna para que recobre la movilidad.
Al día siguiente, Valeria juega con Richie cuando este cae en un hoyo que ella misma había abierto en el piso de su departamento el día en que lo estrena a causa de una mala pisada en las maderas, quedando el perro atrapado dentro del piso falso; Valeria no logra sacarlo debido al estado que la dejó el accidente. Valeria empieza a tener problemas serios y no vuelve a ser admitida en su trabajo de modelo por la situación en la que se encuentra, además de la soledad que la invade en el departamento. Comienzan serias discusiones con Daniel y una noche Valeria se encierra en su habitación donde Daniel la encuentra inconsciente por lo que es hospitalizada de nuevo y le amputan la pierna debido a que se le desarrolló una gangrena en ella, tras una trombosis generada por los esfuerzos de Valeria en buscar a Richie. Daniel, al recibir la noticia, se desespera y regresa a su apartamento, pero al llegar empieza a oír los ladridos de Richie; en medio de su desesperación se da cuenta de que Richie es lo único que Valeria tiene, y así rompe el suelo de su casa, hasta encontrarlo.
En una profunda depresión Valeria regresa a su casa llevada en la silla de ruedas por Daniel. Al acercarse a la ventana observa que el anuncio con su imagen ha sido retirado.

### El Chivo y Maru
El Chivo (Emilio Echevarría) es un exprofesor de una universidad privada que se volvió guerrillero en las fuerzas de la Liga Comunista 23 de Septiembre y dejó a su familia cuando su hija Maru tenía 2 años. Durante el año de 1970, el Chivo estaba metido en problemas con la ley por sus ideas comunistas, además de empezar a beber en gran cantidad, realizó atentados terroristas, tales como el secuestro de empresarios, colocar bombas en centros comerciales y el asesinato de policías que le seguían la pista al Movimiento Comunista. Tras salir de la cárcel al purgar una condena de veinte años, el Chivo vive en una vecindad abandonada rodeado de muchos perros callejeros, y sobrevive realizando encargos para mafiosos o bien matando personas por dinero.
El Chivo es comisionado por su amigo Leonardo (el comandante de policía con quien se topó Ramiro, y quien años atrás arrestó al Chivo) y Gustavo Garfias (Rodrigo Murray) para llevar a cabo un asesinato: Garfias le paga para eliminar a su socio y medio hermano, Luis Miranda Solares (Jorge Salinas). Durante varios días, el Chivo le sigue la pista y cuando está a punto de dar el golpe, sucede el accidente.
Cuando ocurre el choque entre el coche de Valeria y el de Octavio, y tras robar el dinero de este último, el Chivo se lleva al perro de Octavio malherido hasta su casa. Durante la trama, el Chivo lee en la prensa la noticia de un asesinato realizado por él mismo, y al voltear la página del periódico ve un obituario anunciando el fallecimiento de su exesposa y madre de su hija, luego asiste al funeral para espiar a su hija, su ex-cuñada se percata de ello y lo corre. Después del funeral, El Chivo regresa a su casa y se da cuenta de que Cofi ha matado a todos sus perros. Furioso, el Chivo quiere matar al perro, pero se arrepiente al ver que es el reflejo de su propia vida como asesino y excombatiente, por lo que decide enmendar su existencia.
Finalmente, logra secuestrar a Luis Miranda, y al llegar a la casa del Chivo, le menciona que hay mucha gente que lo quiere muerto. Tras tenerlo en tela de juicio, durante un día en el patio de la vecindad, le revela quién es el contratista que lo quiere muerto. Este enfurece y El Chivo pregunta qué clase de nombre le pondría a Cofi. Este no le pone interés, y lo maldice varias veces. El Chivo le menciona que, si no fuera por el perro, él ya no estaría con vida.
El Chivo llama a Gustavo, el más interesado en la muerte de Luis, para que acuda a su casa a pagarle el resto del dinero prometido tras cometer el crimen. Al llegar, Gustavo es prácticamente forzado a entrar a la vivienda, y se sorprende de la escena que ve: Luis está atado a un poste, y sucio. El Chivo juega con las vidas de ambos, retando a Gustavo a que él mismo mate a Luis, ya que tanto desea su muerte. Al ver que no tiene el valor para quitar una vida él mismo, el Chivo enfurece, derriba a Gustavo y lo amordaza.
Al día siguiente, tras haberse limpiado, afeitado y vestido con la ropa de ambos, el Chivo los deja para no volver más, no sin antes colocar la pistola en el suelo entre ambos hombres, en caso de que hablar sea inútil para «arreglar sus diferencias». Apenas sale, se desata entre los dos una pelea por tratar de alcanzar el arma, dejando la conclusión de esta a criterio del espectador.
Mientras tanto, el Chivo, que ha entrado a hurtadillas a la casa de su hija cuando no había nadie en ella, deja debajo de su almohada el dinero que ha acumulado tras su último encargo. Después, hace una llamada telefónica que queda registrada en la máquina contestadora, revelando que su verdadero nombre es Martín, pidiéndole perdón por cuanto hizo en el pasado, haber fracasado en su movimiento tratando de hacer un mundo mejor para él y para ella, y por haberla abandonado cuando apenas era una niña. Antes de finalizar la llamada, le promete buscarla cuando reúna el valor para verla de frente.
El Chivo (Martín) se dirige a vender el auto de Gustavo al dueño de un taller de auto-partes. Este le pregunta el nombre del perro, a lo cual Martín responde que se llama Negro. El filme termina con el Chivo (Martín) y el Negro (Cofi) caminando hacia el horizonte en un terreno en las afueras de la ciudad, perdiéndose en el crepúsculo (supuestamente a iniciar una nueva vida).

## Concepción
Guillermo Arriaga declaró que la creación de Amores Perros estuvo influenciada principalmente por la literatura de narrativas no lineales, en específico, quería escribir una obra con la «textura» de El sonido y la furia de William Faulkner; así como también un accidente automovilístico que sufrió en 1985 en el que cayó a un precipicio al quedarse dormido en su automóvil. Tras ese accidenté Arriaga dijo: «padecí de amnesia por algún tiempo y en mi cabeza quise recuperar el antes, el durante y el después del accidente, justo la estructura de Amores Perros». También quiso contar la historia de su perro Cofi, originalmente un weimaraner de pelo negro, largo y ojos amarillos «feo con ganas, pero bravo como pocos».

## Reparto
| Actor/Actriz        | Personaje               |
| ------------------- | ----------------------- |
| Gael García Bernal  | Octavio                 |
| Adriana Barraza     | Madre de Octavio        |
| Emilio Echevarría   | Chivo                   |
| Goya Toledo         | Valeria Amaya           |
| Vanessa Bauche      | Susana                  |
| Marco Pérez         | Ramiro                  |
| Humberto Busto      | Jorge                   |
| Álvaro Guerrero     | Daniel                  |
| Jorge Salinas       | Luis Miranda Solares    |
| Rodrigo Murray      | Gustavo Miranda Garfias |
| Gustavo Sánchez     | Jarocho                 |
| Gerardo Campbell    | Mauricio                |
| Rosa María Bianchi  | Tía Luisa               |
| Dunia Saldívar      | Madre de Susana         |
| Diego Bertoldi      | Leonardo                |
| Lourdes Echevarría  | Maru                    |
| Laura Almela        | Julieta                 |
| Ricardo Dalmacci    | Andrés Salgado          |
| Dagoberto Gama      | Álvaro                  |
| Gustavo Muñoz       | El Chispas              |
| Carlo Bernal        | Javier                  |
| Rodrigo Ostap       | El Jaibo                |
| Edgar González      | Bebé Rodrigo            |
| Hilda González      | Cajera                  |
| Patricio Castillo   | Doctor                  |
| Ana María González  | Enfermera               |
| Roberto Medina      | Conductor de T.V.       |
| Ángeles Marín       | Conductora de T.V.      |
| Carlos Samperio     | Hombre deshuesadero     |
| Kazuyo Togawa       | Sra. gorda              |
| Gema Aparicio       | Empleada domestica      |
| Adriana Varone      | Amante Luis             |
| Bruno Salgado       | Champignon              |
| Adriana Islas       | Lina                    |
| Regina Abad         | Jimena                  |
| Leoncio Torres      | El Pelón                |
| Luisa Geliz         | Secretaria Daniel       |
| Jean Paul Bierry    | Hombre junta            |
| Alma Rocío González | Mujer junta             |
| Mauricio Martínez   | Agente Policía Judicial |
| Juan Manuel Ramos   | Policía                 |
| Ernesto Bog         | Hombre 1                |
| José Luis Barraza   | Hombre 2                |
| Jorge Arellano      | Niño cuidador 1         |
| Jonathan Herrera    | Niño cuidador 2         |
| Heriberto Castillo  | Extraño                 |

## Banda sonora
La banda sonora original fue realizada por el compositor argentino Gustavo Santaolalla y contó con canciones de bandas mexicanas y extranjeras. El disco fue lanzado el 16 de junio del 2000 con un total de 30 canciones. La canción "De perros amores" fue escrita especialmente para el filme por Control Machete y Ely Guerra, y su video musical fue dirigido por Alejandro González Iñárritu.

### Lista de canciones
| N.° | Título                               | Intérprete                     | Duración |
| --- | ------------------------------------ | ------------------------------ | -------- |
| 1   | "Amores Perros"                      | Gustavo Santaolalla            | 00:55    |
| 2   | "Sí señor"                           | Control Machete                | 04:13    |
| 3   | "Lucha de gigantes"                  | Nacha Pop                      | 03:59    |
| 4   | "El Afiche"                          | Gustavo Santaolalla            | 00:33    |
| 5   | "La vida es un carnaval"             | Celia Cruz                     | 04:36    |
| 6   | "Memorias"                           | Gustavo Santaolalla            | 00:49    |
| 7   | "Corazón"                            | Titán                          | 04:39    |
| 8   | "Quiebre, Fuego y Revelación"        | Gustavo Santaolalla            | 01:58    |
| 9   | "Coolo"                              | Ilya Kuryaki & The Valderramas | 04:05    |
| 10  | "Un amor encontrado"                 | Gustavo Santaolalla            | 00:48    |
| 11  | "Long Cool Woman (In a black dress)" | The Hollies                    | 03:15    |
| 12  | "La cumbia del garrote"              | Los del Garrote                | 03:17    |
| 13  | "Chico Groove"                       | Gustavo Santaolalla            | 03:14    |
| 14  | "Dame el Poder"                      | Banda Espuela de Oro           | 03:20    |
| 15  | "El apartamento"                     | Gustavo Santaolalla            | 00:32    |
| 16  | "Pesada"                             | Control Machete                | 04:29    |
| 17  | "Tema Amores Perros + Atacama"       | Gustavo Santaolalla            | 03:31    |
| 18  | "Lucha de gigantes"                  | Fiebre                         | 06:58    |
| 19  | "Me van a matar"                     | Julieta Venegas                | 04:03    |
| 20  | "Aviéntame"                          | Café Tacvba                    | 02:44    |
| 21  | "Dog:God"                            | Café Tacvba                    | 03:24    |
| 22  | "Stop, Muerte"                       | Ilya Kuryaki & The Valderramas | 04:28    |
| 23  | "Una vez más"                        | Zurdok                         | 03:15    |
| 24  | "De perros amores"                   | Control Machete                | 03:53    |
| 25  | "Love is a bitch"                    | Dover                          | 03:29    |
| 26  | "Perro Amor Explota"                 | Bersuit Vergarabat             | 03:57    |
| 27  | "Dime cuando comenzó el dolor"       | Ely Guerra                     | 04:43    |
| 28  | "Tienen el ojo enjaulado"            | Fiebre, Christian Fiebre       | 03:25    |
| 29  | "Lado animal"                        | Moenia                         | 05:05    |
| 30  | "Que arañan las entrañas"            | Banda Espuela de Oro           | 03:53    |

## Premios y reconocimientos
La película ganó 11 premios Ariel de la Academia Mexicana de Artes y Ciencias Cinematográficas, entre ellos los de mejor película, mejor director (Iñárritu) y mejor actor (Bernal). También recibió un BAFTA por «mejor película en lengua no inglesa», el premio de la crítica en el Festival de Cannes y el Tokyo Sakura Grand Prix a la mejor película. Además, estuvo nominada al Globo de Oro por mejor película en lengua no inglesa y al premio Óscar a la mejor película de habla no inglesa, siendo esta la primera nominación mexicana al Óscar después de veinticinco años de ausencia desde Actas de Marusia.
Este filme ocupa el lugar 8 dentro de la lista de las 100 mejores películas del mexicanas, según la opinión de 27 críticos y especialistas del cine en México, publicada por el portal Sector Cine en junio de 2020.

### 20° aniversario
Para celebrar su 20° aniversario, el 14 de mayo del 2020 González Iñárritu anunció el relanzamiento del filme en versión remasterizada. En septiembre del mismo año, The Çriterion Collection, empresa estadounidense dedicada a la distribución de películas en formato DVD y blu-ray, anunció que Amores Perros entraría a su colección con una restauración en 4K con audio 5.1 surround.
Esta edición incluye dos conversaciones entre González Iñárritu y el cineasta polaco Pawel Pawlikowski, y entre Adriana Barraza, Vanessa Bauche y Gael García Bernal; un nuevo documental titulado 'Perros, amores, accidentes' con material detrás de cámaras durante la filmación, escenas eliminadas con comentario de González Iñárritu y Rodrigo Prieto, videos para las canciones en la banda sonora, y ensayos de los críticos de cine Fernanda Solórzano y Juan Villoro.